# Asia Pacific Poker Tour Saison 9
Résultats et tournois de la saison 9 de l'Asia Pacific Poker Tour (APPT).

## Résultats et tournois

### APPT 9 Aussie Millions
- Lieu : Crown Casino, Melbourne,  Australie[1]
- Prix d'entrée : 10 600 AUD[1]
- Date : Du 25 janvier au 1er février 2015[1]
- Nombre de joueurs : 648
- Prize Pool : 6 480 000 AUD
- Nombre de places payées : 72

| Place | Nom                | Prix          |
| ----- | ------------------ | ------------- |
| 1er   | Manny Stavropoulos | 1 385 500 AUD |
| 2e    | Lennart Uphoff     | 1 214 500 AUD |
| 3e    | Joel Douaglin      | 630 000 AUD   |
| 4e    | James Rann         | 430 000 AUD   |
| 5e    | Brian Rast         | 315 000 AUD   |
| 6e    | Anthony Legg       | 235 000 AUD   |
| 7e    | Richard Lyndaker   | 160 000 AUD   |

### APPT 9 Macau Poker Cup
- Lieu :City of Dreams,  Macao[2]
- Prix d'entrée : 12 000 HKD[2]
- Date : Du 7 au 13 mars 2015[2]
- Nombre de joueurs :  987
- Prize Pool : 10 339 812 HKD
- Nombre de places payées :  118

| Place | Nom              | Prix          |
| ----- | ---------------- | ------------- |
| 1er   | Yuguang Li       | 1 848 000 HKD |
| 2e    | Yunye Lu         | 1 645 000 HKD |
| 3e    | Yifan Zhang      | 783 000 HKD   |
| 4e    | Yi Lee           | 563 000 HKD   |
| 5e    | Takuya Yamashita | 384 000 HKD   |
| 6e    | Eileen Wang      | 281 612 HKD   |
| 7e    | Fan Xu           | 235 000 HKD   |
| 8e    | Xiaodong Lin     | 204 500 HKD   |
| 9e    | David Steicke    | 174 000 HKD   |

### APPT 9 Séoul
- Lieu : Paradise Walker-Hill Casino, Séoul,  Corée du Sud[3]
- Prix d'entrée : 3 000 000 KRW[3]
- Date : Du 9 au 12 avril 2015[3]
- Nombre de joueurs :  241
- Prize Pool : 645 205 200 KRW
- Nombre de places payées :  27

| Place | Nom                | Prix            |
| ----- | ------------------ | --------------- |
| 1er   | Jason Mo           | 165 590 200 KRW |
| 2e    | Diwei Huang        | 97 820 000 KRW  |
| 3e    | Daniel Demicki     | 6 310 000 KRW   |
| 4e    | Celina Lin Pei Fei | 50 490 000 KRW  |
| 5e    | Tyler Jennens      | 39 760 000 KRW  |
| 6e    | Vladimir Demenkov  | 31 550 000 KRW  |
| 7e    | Dong Kim           | 25 240 000 KRW  |
| 8e    | Dan Kneafsey       | 20 510 000 KRW  |
| 9e    | Takuya Suzuki      | 15 780 000 KRW  |

### APPT 9 Macao
- Lieu : City of Dreams,  Macao[4]
- Prix d'entrée : 25 000 HKD[4]
- Date : Du 27 au 31 mai 2015[4]
- Nombre de joueurs :  493
- Prize Pool : 10 998 830 HKD
- Nombre de places payées :  59

| Place | Nom                  | Prix          |
| ----- | -------------------- | ------------- |
| 1er   | Yat Cheng            | 2 525 000 HKD |
| 2e    | Wei Ye               | 1 526 000 HKD |
| 3e    | Florencio Campomanes | 926 000 HKD   |
| 4e    | Xie Zhenru           | 698 000 HKD   |
| 5e    | Chun Kuo             | 490 000 HKD   |
| 6e    | Fan Zhao             | 381 000 HKD   |
| 7e    | Weiyi Zhang          | 310 280 HKD   |
| 8e    | Cheng Ho             | 262 000 HKD   |
| 9e    | Shen Yin             | 218 000 HKD   |

### APPT 9 Manille
- Lieu : City of Dreams, Manille,  Philippines[5]
- Prix d'entrée : 50 000 PHP[5]
- Date : Du 6 au 9 août 2015[5]
- Nombre de joueurs :  585
- Prize Pool : 25 535 250 PHP
- Nombre de places payées :  72

| Place | Nom                         | Prix          |
| ----- | --------------------------- | ------------- |
| 1er   | Aaron Lim                   | 6 016 250 PHP |
| 2e    | Per Olsson                  | 3 367 500 PHP |
| 3e    | Jessie Leonarez             | 2 083 000 PHP |
| 4e    | Terry Fan                   | 1 588 900 PHP |
| 5e    | Thomas Lee                  | 1 097 600 PHP |
| 6e    | Hayato Kitajima             | 873 000 PHP   |
| 7e    | Iona Christopher Finkenrath | 710 900 PHP   |
| 8e    | Winfred Yu                  | 598 700 PHP   |
| 9e    | Yin Lin Chua                | 498 900 PHP   |

### APPT 9 Asia Championship of Poker
- Lieu : City of Dreams,  Macao[6]
- Prix d'entrée : 100 000 HKD[6]
- Date : Du 9 au 14 novembre 2015[6]
- Nombre de joueurs :  260
- Prize Pool : 24 206 000 HKD
- Nombre de places payées :  27

| Place | Nom             | Prix          |
| ----- | --------------- | ------------- |
| 1er   | Zhou Zhou       | 5 885 000 HKD |
| 2e    | Thomas Ward     | 3 736 000 HKD |
| 3e    | Nan Tu          | 2 411 000 HKD |
| 4e    | Hsien Yuan Yang | 1 928 000 HKD |
| 5e    | Connor Drinan   | 1 519 000 HKD |
| 6e    | Qi Luo          | 1 205 000 HKD |
| 7e    | Luo Xixiang     | 964 000 HKD   |